# League of Nations
League of Nations est un court métrage d'animation américain de la série Out of the Inkwell, réalisé par Dave Fleischer et sorti en 1924.

## Fiche technique
- Titre : League of Nations
- Réalisateur : Dave Fleischer
- Pays d'origine :  États-Unis
- Genre : animation
- Durée : 7 minutes
- Date de sortie :
  - États-Unis : 15 octobre 1924